# Wagner Nunes
Wagner Nunes da Silva, mais conhecido como Waguininho (São Paulo, 13 de outubro de 1981), é um jogador de futebol de salão brasileiro, que atua como ala direito e pivô. Atualmente joga pela equipe do Sindpd de São Paulo.

## Biografia

### Carreira
Iniciou sua carreira futebolística jogando futebol de campo nas equipes de base do São Paulo; tendo passagens pelas equipes do Juventus e Portuguesa; diante das poucas oportunidades no futebol de campo migrou-se para o futebol de salão.
Atuou em várias equipes do futsal paulista, mas teve sua grande oportunidade quando tornou-se bicampeão paulista de futebol de salão, defendendo a equipe do Sindpd. Seu talento foi reconhecido pelo técnico Daniel Castilho, convocando-o para a Seleção Brasileira de Futebol de Salão (CNFS) aos 31 anos de idade.

### Seleção Brasileira
Em 2013, convocado para a Seleção Brasileira de Futebol de Salão, conquistou o título mais importante de sua carreira, a medalha de bronze nos Jogos Mundiais, na cidade de Guadalajara de Buga na Colômbia,
Irmão do atleta Wesley Tú passou por maus bocados ao ver o irmão sendo vitima de racismo nos Jogos Mundiais, mas deu a volta por cima e ajudou o Brasil a conquistar a medalha de bronze nos jogos mundiais. O atleta Wagner Nunes foi decisivo na final da medalha de bronze, fazendo o terceiro gol da Seleção Brasileira, decretando a vitória do Brasil contra a Argentina na prorrogação por 3-2.

## Conquistas

### Títulos

#### Campeão
Excelsior Futsal

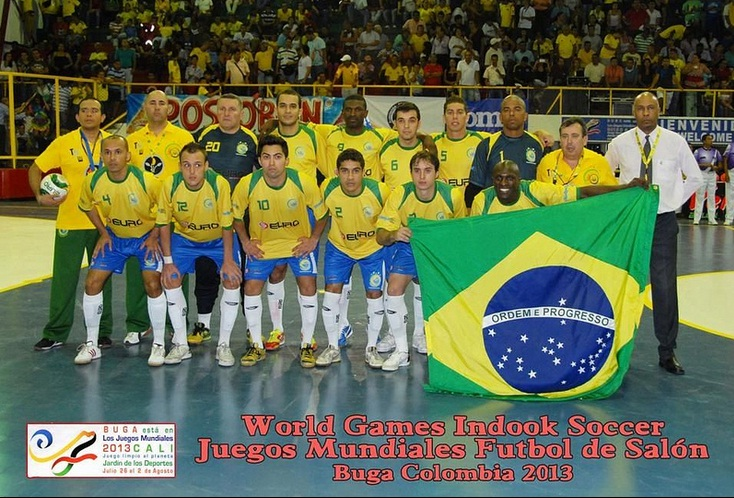
Seleção Brasileira de Futebol de Salão - Medalha de bronze nos Jogos Mundiais em 2013.

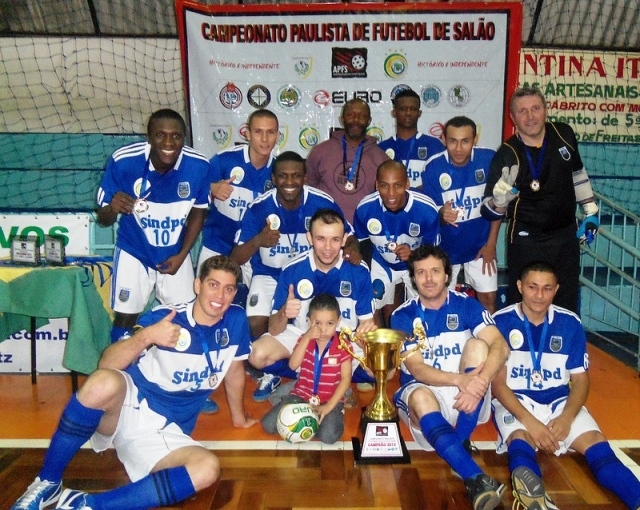
Waguininho, bicampeã paulista em 2013, com a equipe principal masculino do Sindpd.

- Campeonato Liga de Guarulhos - prata - principal: 2008

Sindpd
- Campeonato Paulista de Futebol de Salão - principal: 2012[1] e 2013
- Copa Kaizen de Futebol de Salão - principal: 2012[6]

Seleção Brasileira
- IX Jogos Mundiais/The World Games : Cali - 2013.  - Medalha de bronze